# Museo Munch
Il Museo Munch (norvegese: Munch-Museet) è un museo di pittura dedicato all'artista Edvard Munch. Al suo interno conserva circa 1100 dipinti, 3000 disegni e 18000 litografie, esposti a rotazione.
Venne aperto il 29 maggio 1963 nell'area di Tøyen, nella parte nord-est di Oslo. Rimase presso la sua locazione originaria per alcuni decenni, fintanto che il 22 ottobre 2021 venne inaugurato presso la nuova sede presso il quartiere sul lungomare di Bjørvika, a breve distanza dal teatro dell'Opera di Oslo.

## Edifici

### Prima sede
Il primo Museo Munch era situato a Tøyen, nel distretto di Gamle Oslo (Oslo vecchia). La costruzione del museo fu finanziata con i profitti generati dai cinema municipali di Oslo e aprì i battenti nel 1963 per commemorare il centenario della nascita di Munch. La sua collezione era composta da opere e oggetti di Munch, che donò al comune di Oslo alla sua morte, e da ulteriori opere donate da sua sorella Inger Munch, oltre a varie altre opere ottenute attraverso scambi commerciali, comprese stampe duplicate.
Il museo conservava nella sua collezione permanente ben oltre la metà della produzione pittorica dell'artista e almeno una copia di tutte le sue stampe. Si trattava di oltre 1.200 dipinti, 18.000 stampe, sei sculture, 500 lastre fotografiche, 2.240 libri e vari altri oggetti. Il museo conteneva anche sezioni educative e di conservazione e disponeva di strutture per le arti dello spettacolo.
La struttura del museo è stata progettata dagli architetti Einar Myklebust e Gunnar Fougner. Myklebust ha svolto un ruolo importante anche nell'ampliamento e nella ristrutturazione del museo nel 1994 in occasione del cinquantesimo anniversario della morte di Munch. Il museo di Tøyen è stato anche il luogo delle riprese del film ...men Olsenbanden var ikke død del 1984.
L'ultima mostra tenuta a Tøyen è stata dal 27 maggio al 1º ottobre 2021.

### Sede attuale
Nel 2008 la Città di Oslo ha promosso un concorso di architettura per un nuovo Museo Munch a Bjørvika, nel distretto di Sentrum. Il concorso è stato assegnato nel 2009 all'architetto spagnolo Juan Herreros e al suo studio Herreros Arquitectos.
Dopo le elezioni del dicembre 2011 il Consiglio comunale di Oslo ha deciso di bloccare il progetto, proponendo di ristrutturate la sede Tøyen o di trasferire la collezione alla Galleria nazionale. Nel maggio 2013 il Consiglio comunale di Oslo ha finalmente deciso di rilanciare il progetto e spostare il museo nella sua nuova sede sul lungomare, vicino al Teatro dell'Opera. La costruzione è iniziata nel settembre 2015.
Il nuovo museo è stato ampiamente criticato per il suo design, etichettato come «un'ombra nera minacciosa» che sovrasta il Teatro dell'Opera.
Nell'estate 2021 28.000 opere d'arte sono state spostate dalla precedente sede di Tøyen alla nuova sede di Bjørvika.
Il museo è stato inaugurato da re Harald V il 22 ottobre 2021.

## La collezione
La donazione testamentaria di Edvard Munch al comune di Oslo comprendeva circa 1.100 dipinti, 15.500 fogli grafici suddivisi in 700 motivi, 4.700 disegni e sei sculture. Inoltre c'erano quasi 500 matrici da stampa, 2.240 libri, quaderni, documenti, fotografie, strumenti, oggetti di scena e mobili. La vasta collezione di lettere di Munch è stata successivamente lasciata in eredità al museo da sua sorella Inger Marie (1952), insieme a un numero significativo di opere originali, in particolare degli anni ottanta del XIX secolo.
Questa ed altre donazioni, oltre alle transazioni di baratto, hanno comportato che oltre la metà dei dipinti di Munch, tutti i suoi motivi grafici e tutte le lastre da stampa esistenti siano in dotazione all museo. Le collezioni del Museo Stenersen, chiuso nel 2015, sono state trasferite nel Museo Munch. Il Museo Munch di Oslo offre quindi eccellenti condizioni internazionali per mostre speciali e attività espositive in tutto il mondo.
Insieme alla biblioteca e alle riviste, il museo fornisce anche importanti fonti di informazione per studiosi e studenti.

## Galleria d'immagini

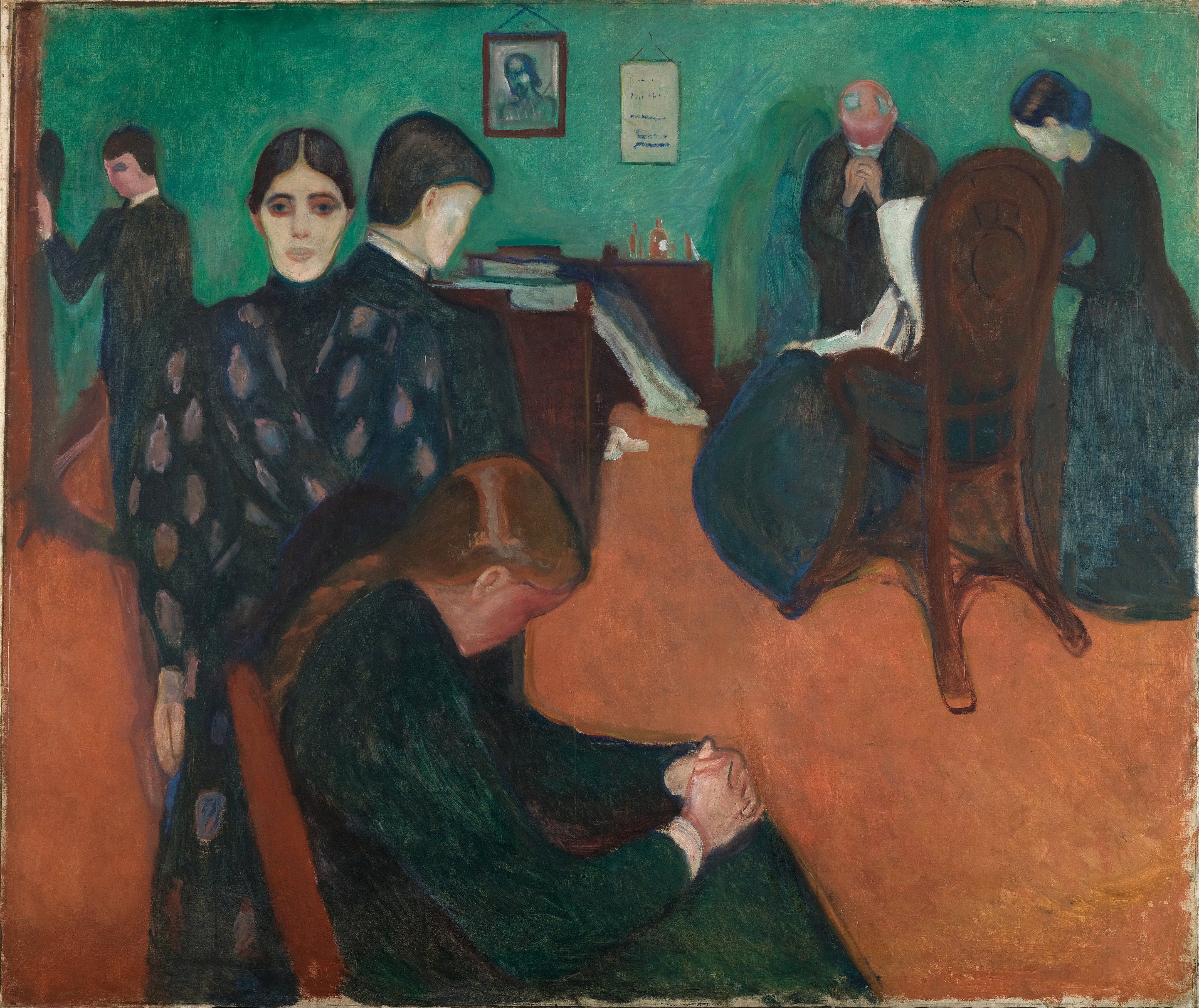
La morte nella stanza della malata (1893)
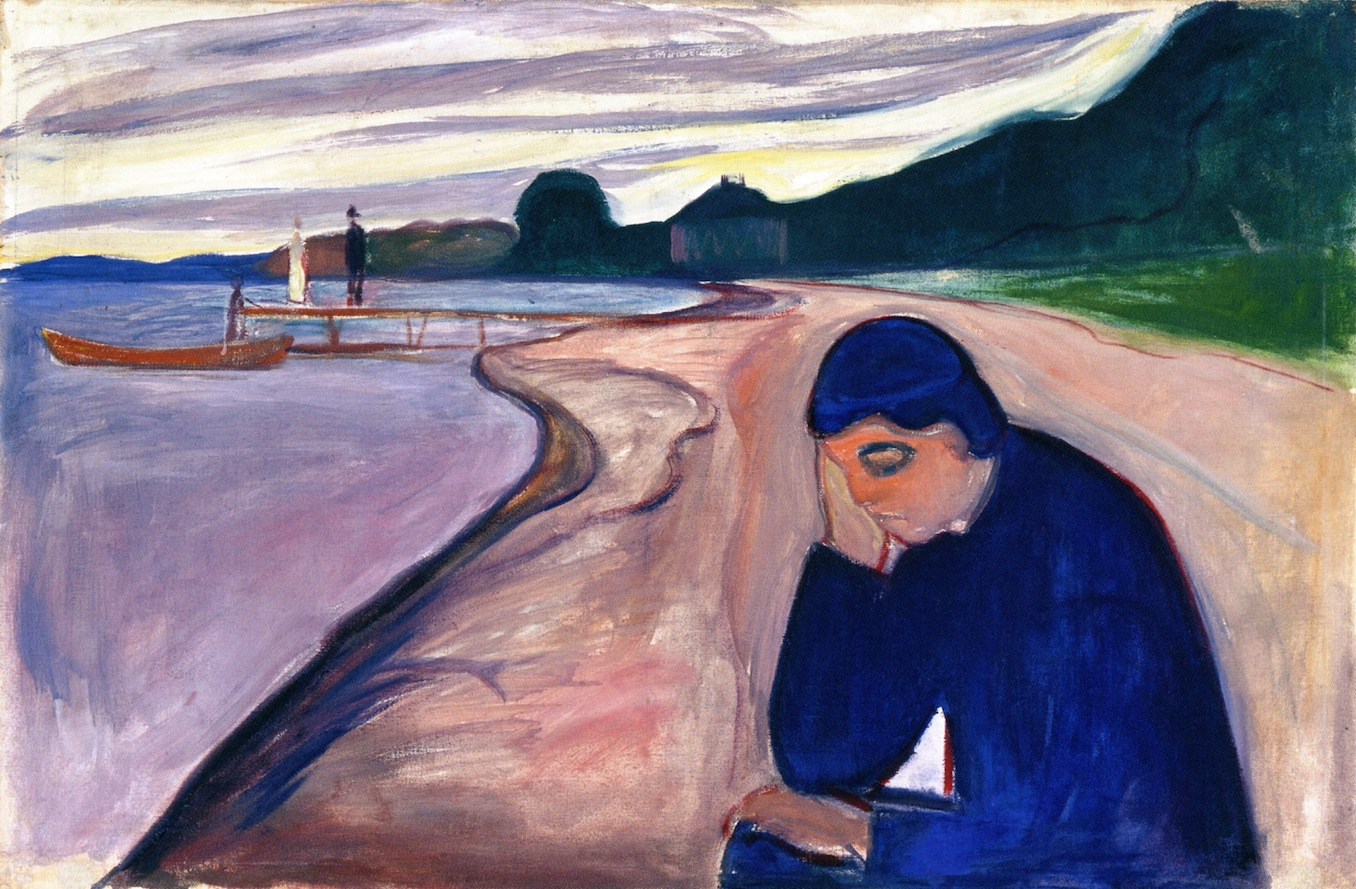
Malinconia (1893)
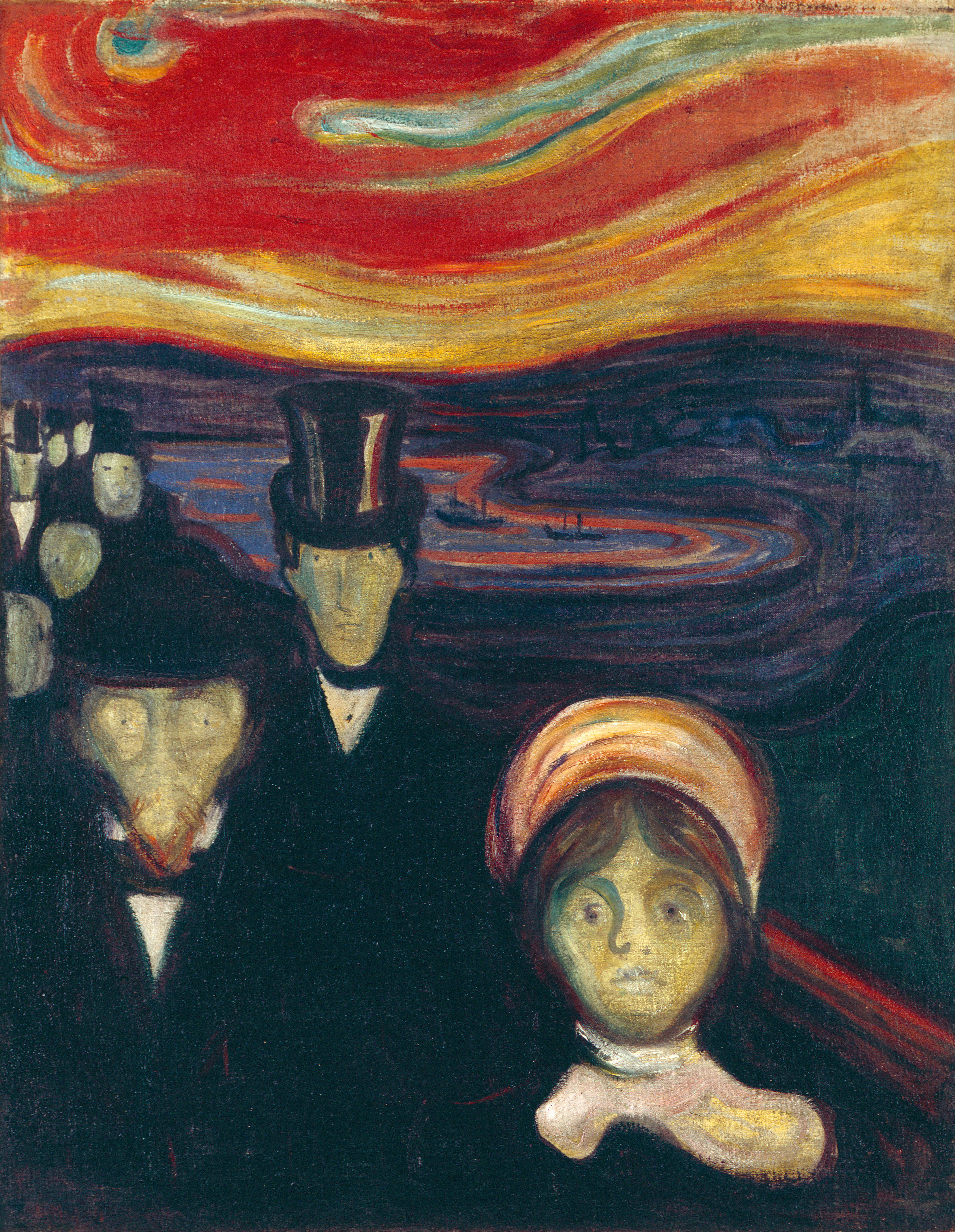
L'ansia (1894)
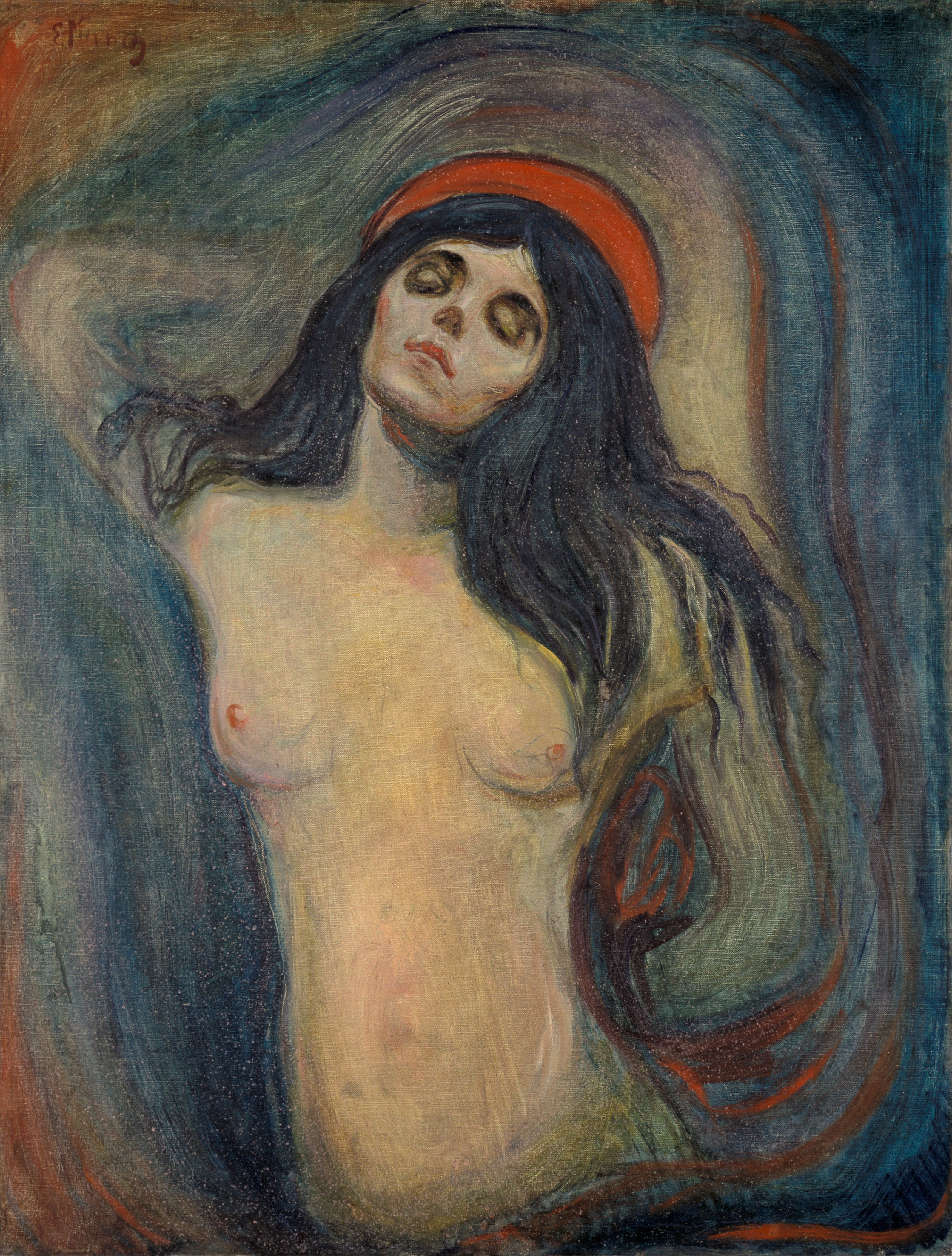
Madonna (1894)
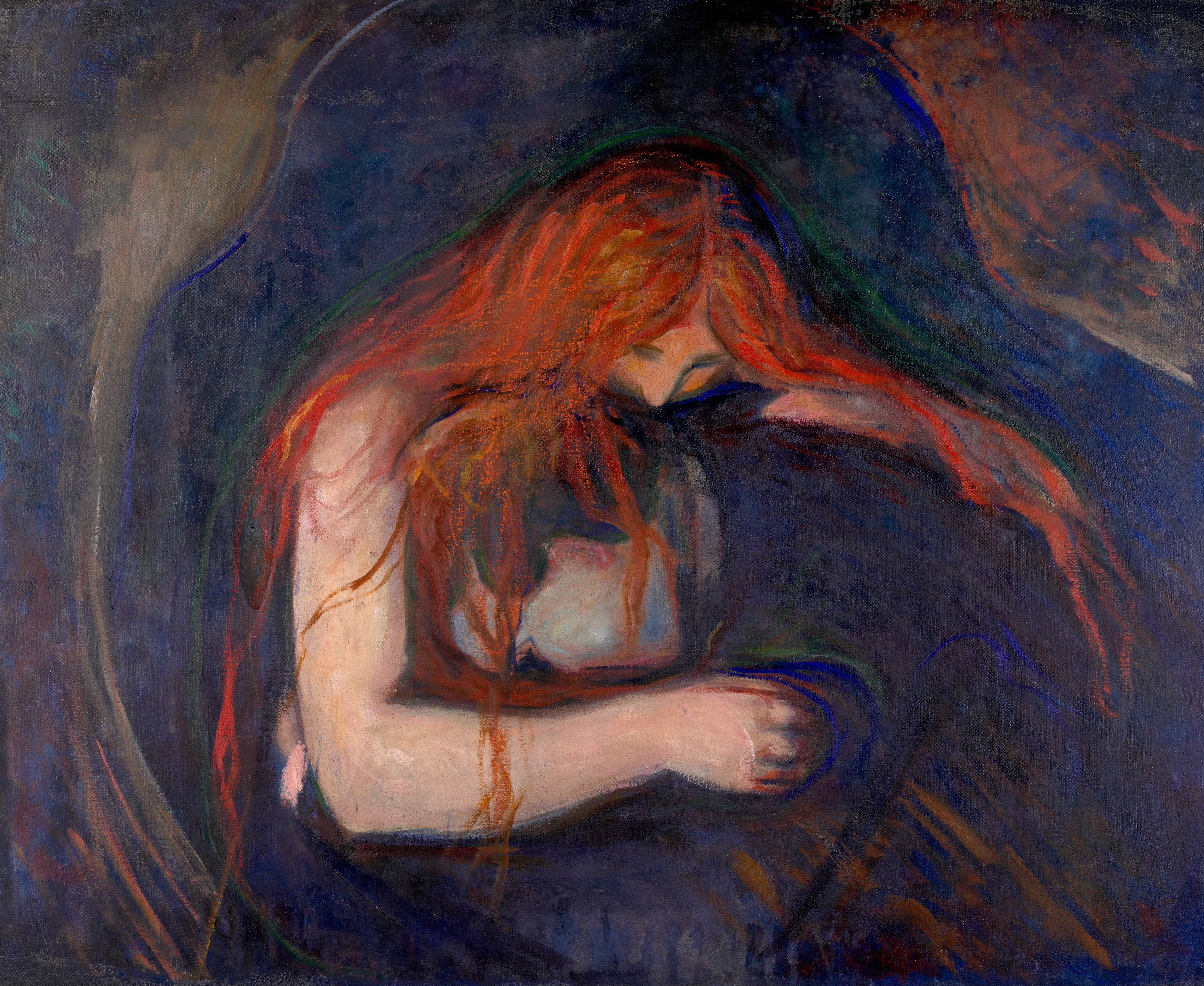
Amore e dolore (Vampiro) (1895)
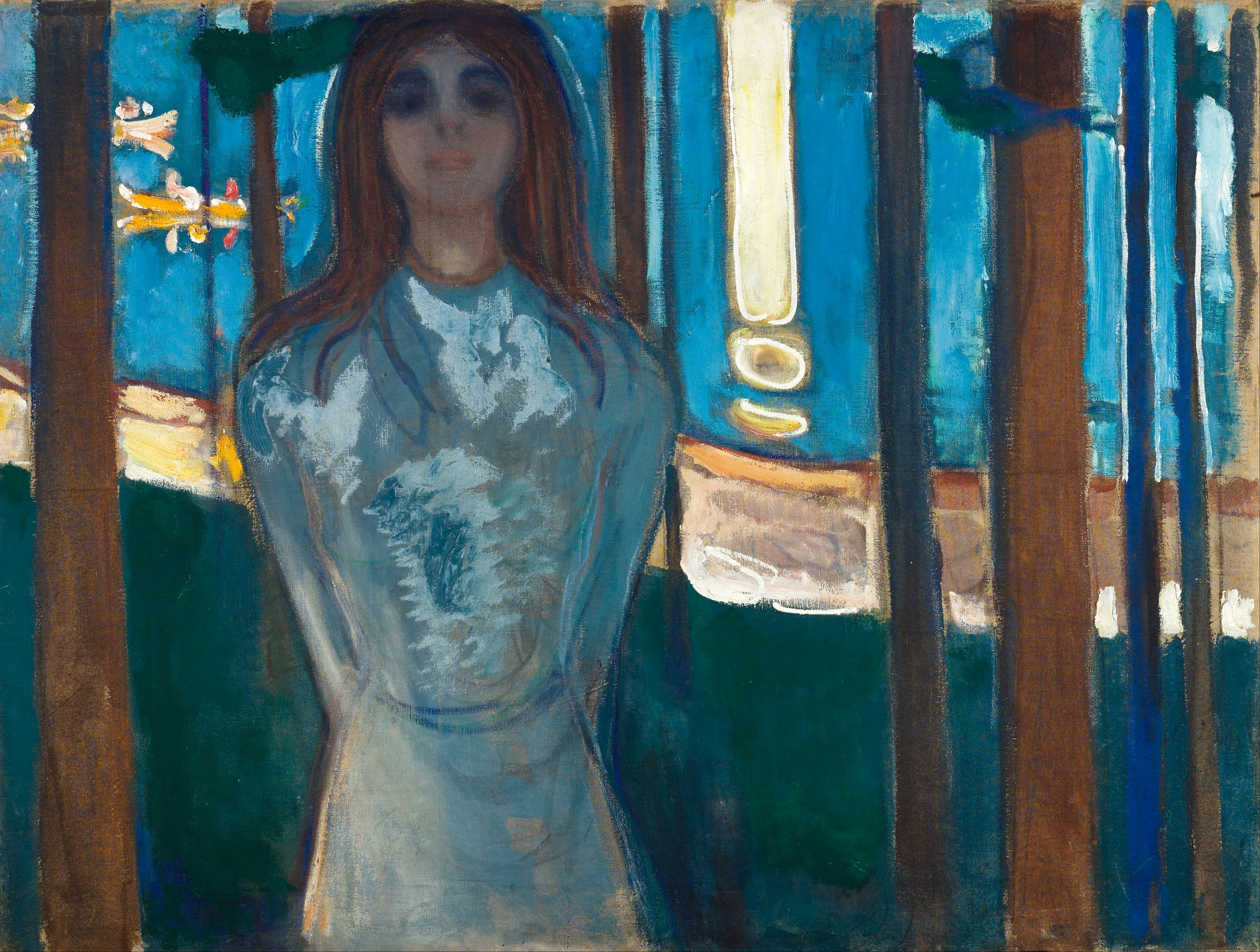
La voce (1896)
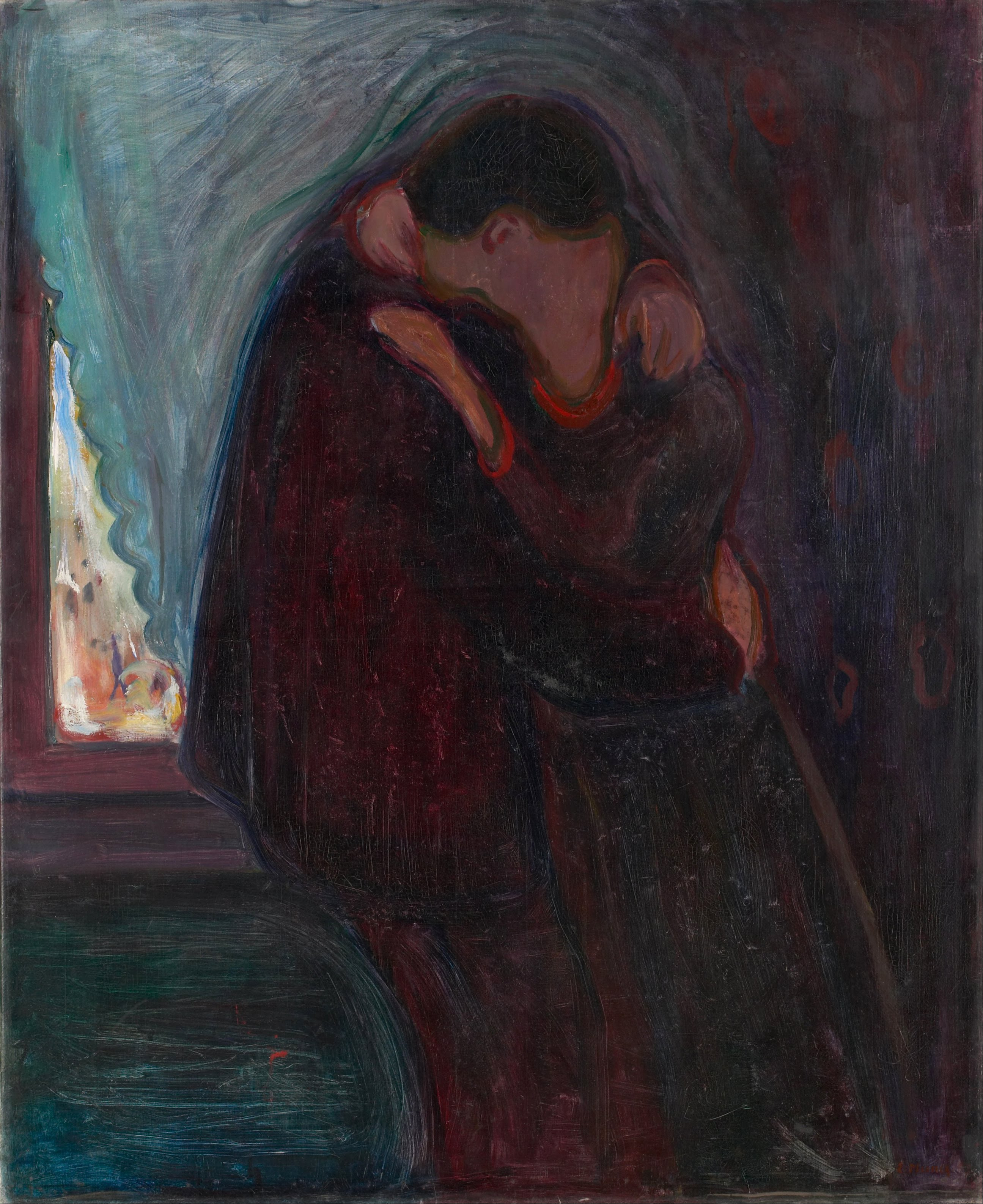
Il bacio (1897)
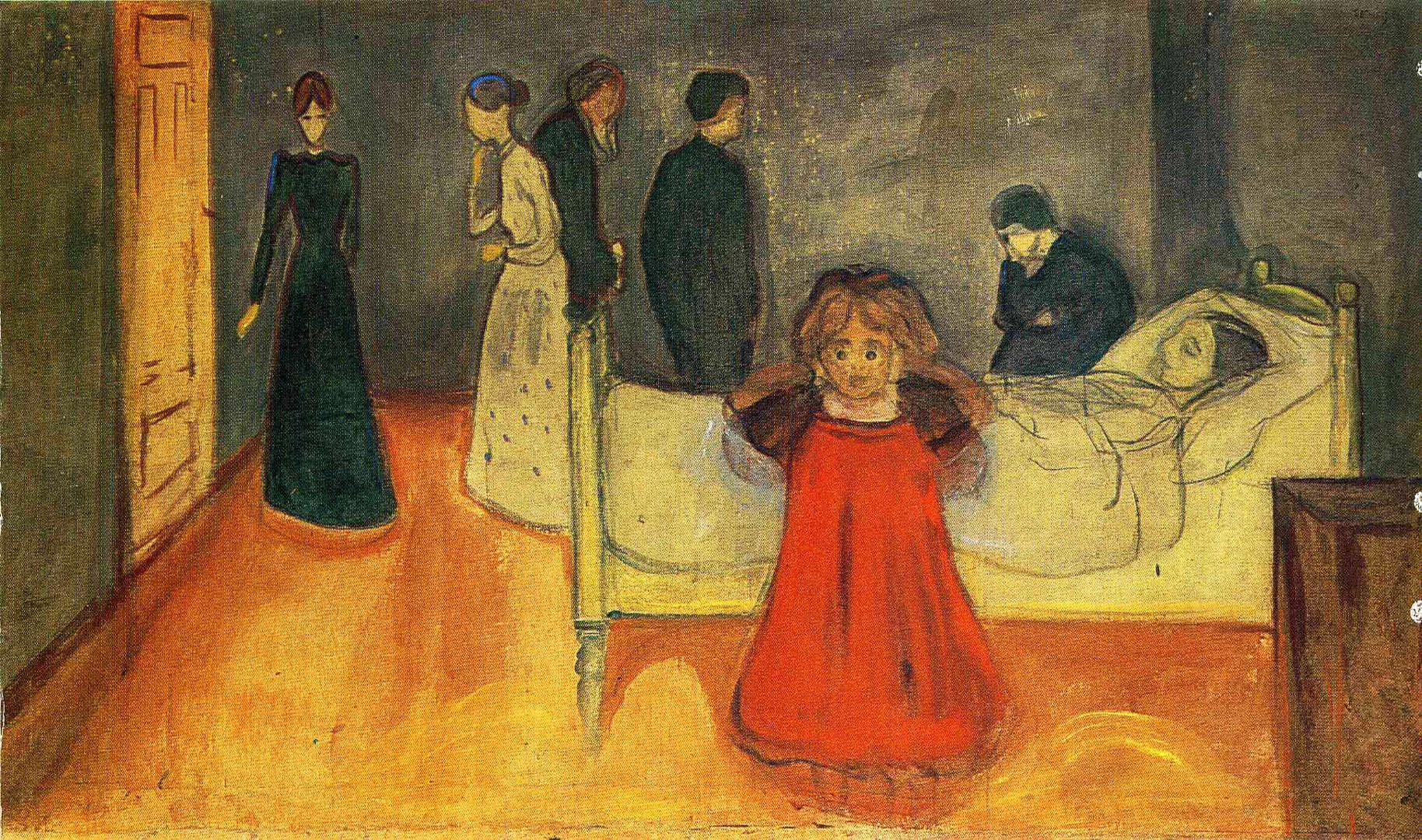
La bambina e la morte (1899)
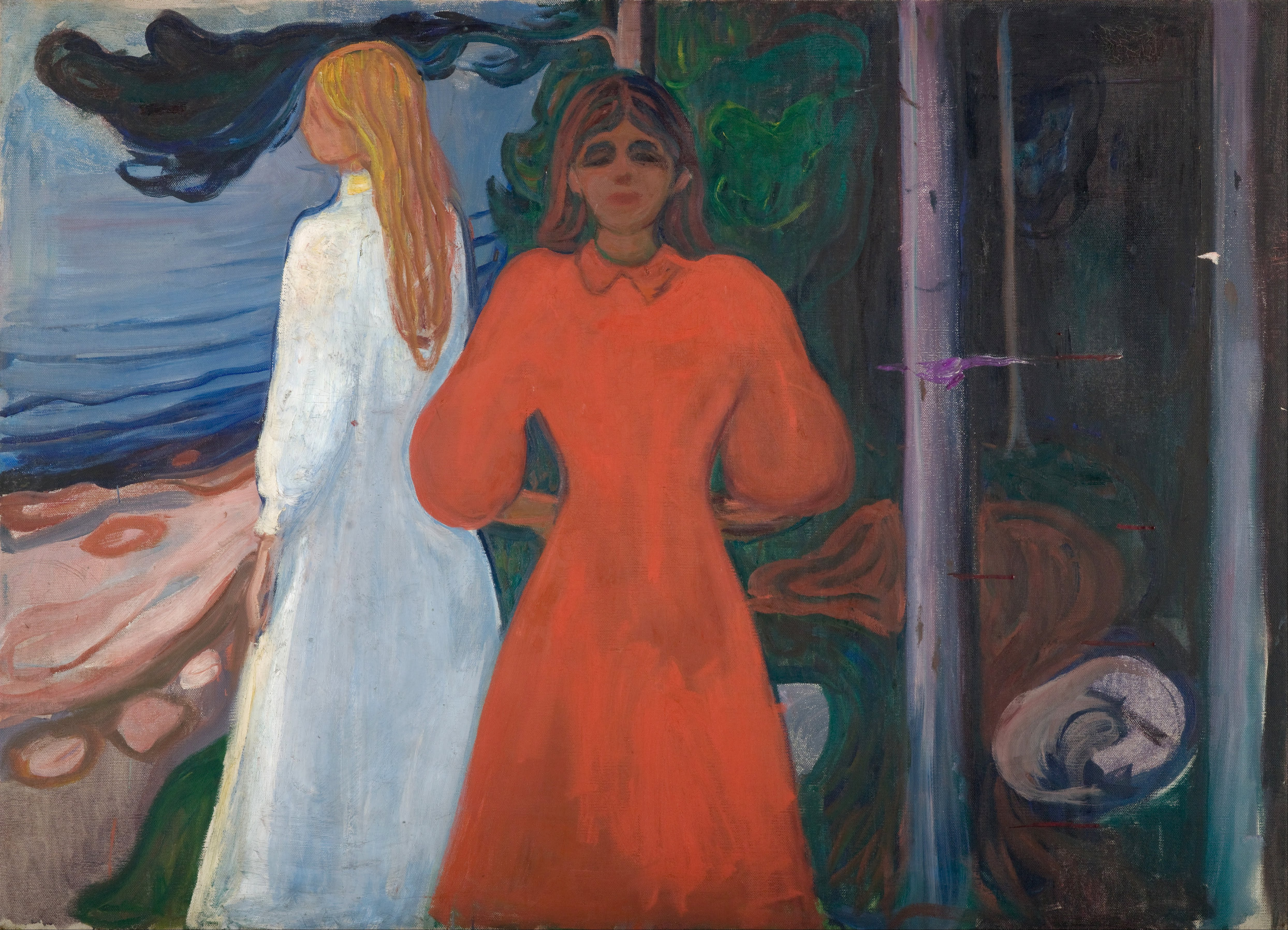
Bianco e rosso (1899/1900)
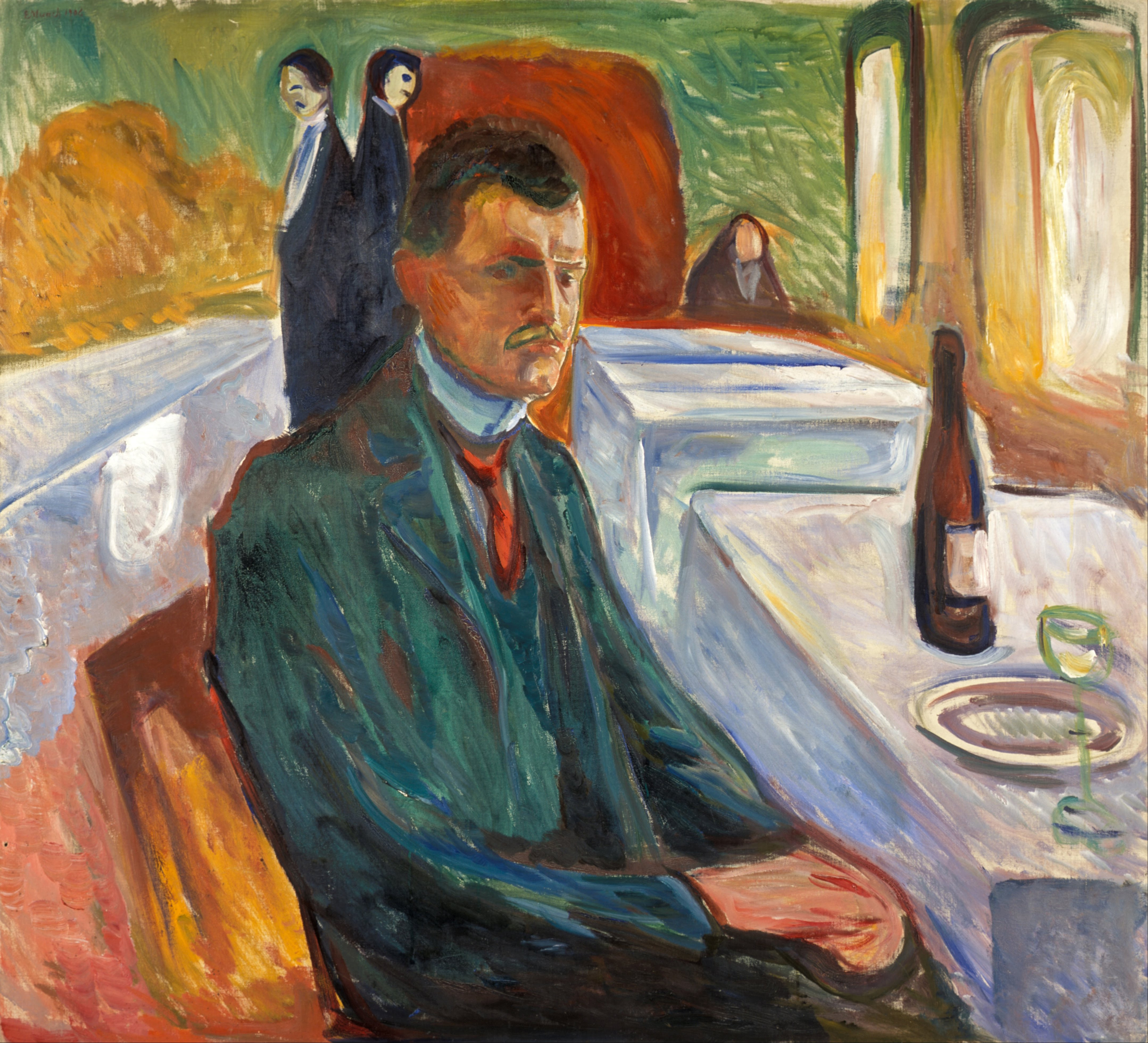
Autoritratto con bottiglia di vino (1906)
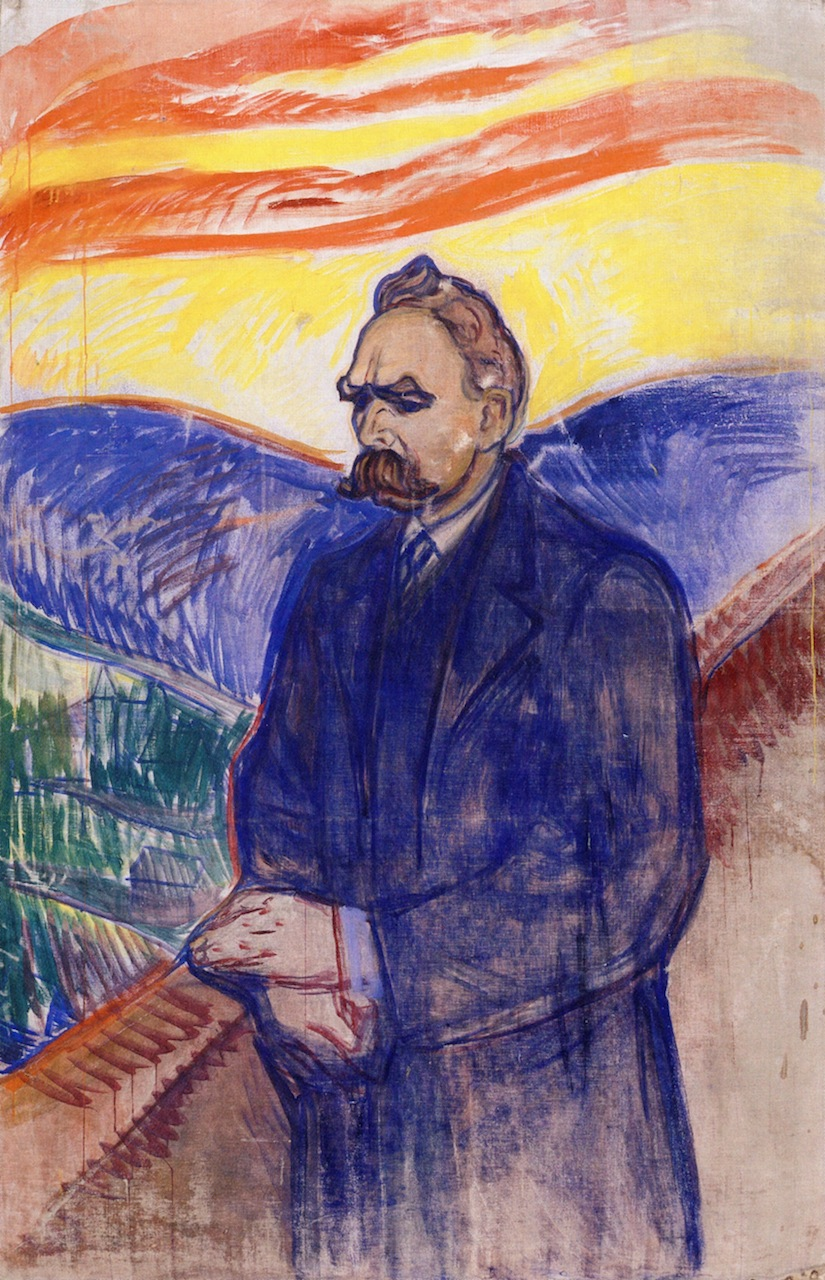
Ritratto di Friedrich Nietzsche (1906)
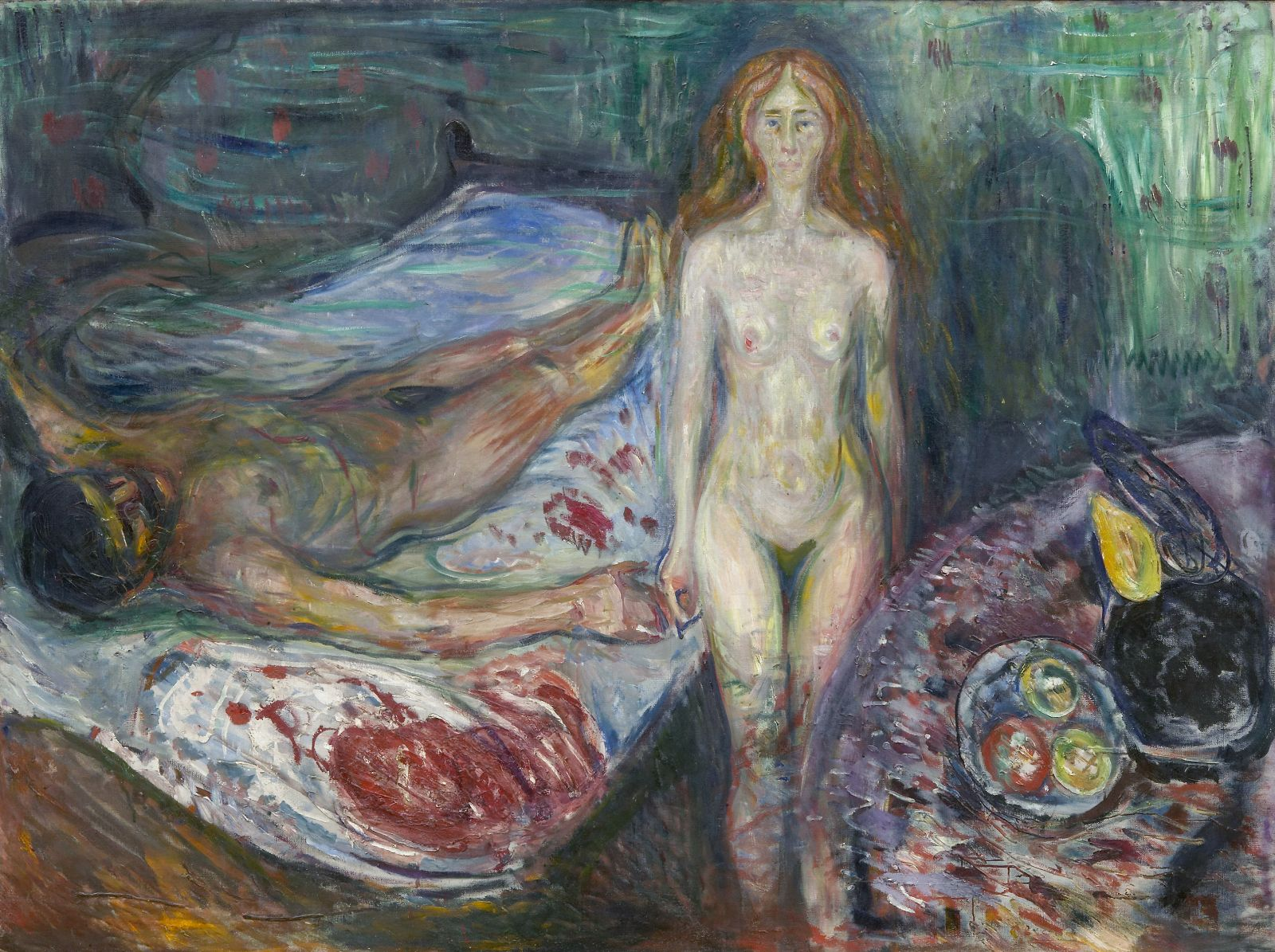
La morte di Marat I (1907)
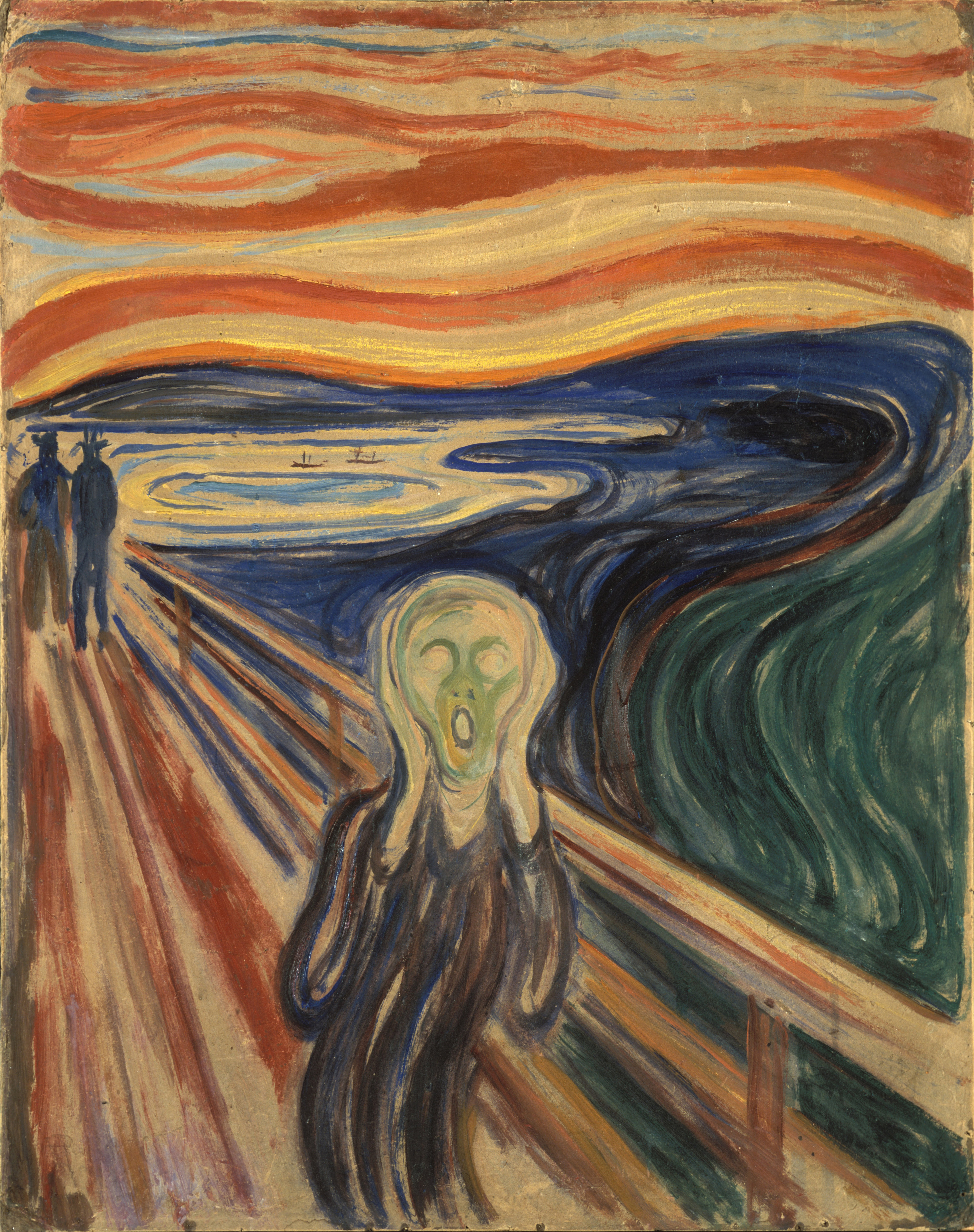
L'urlo (1910)
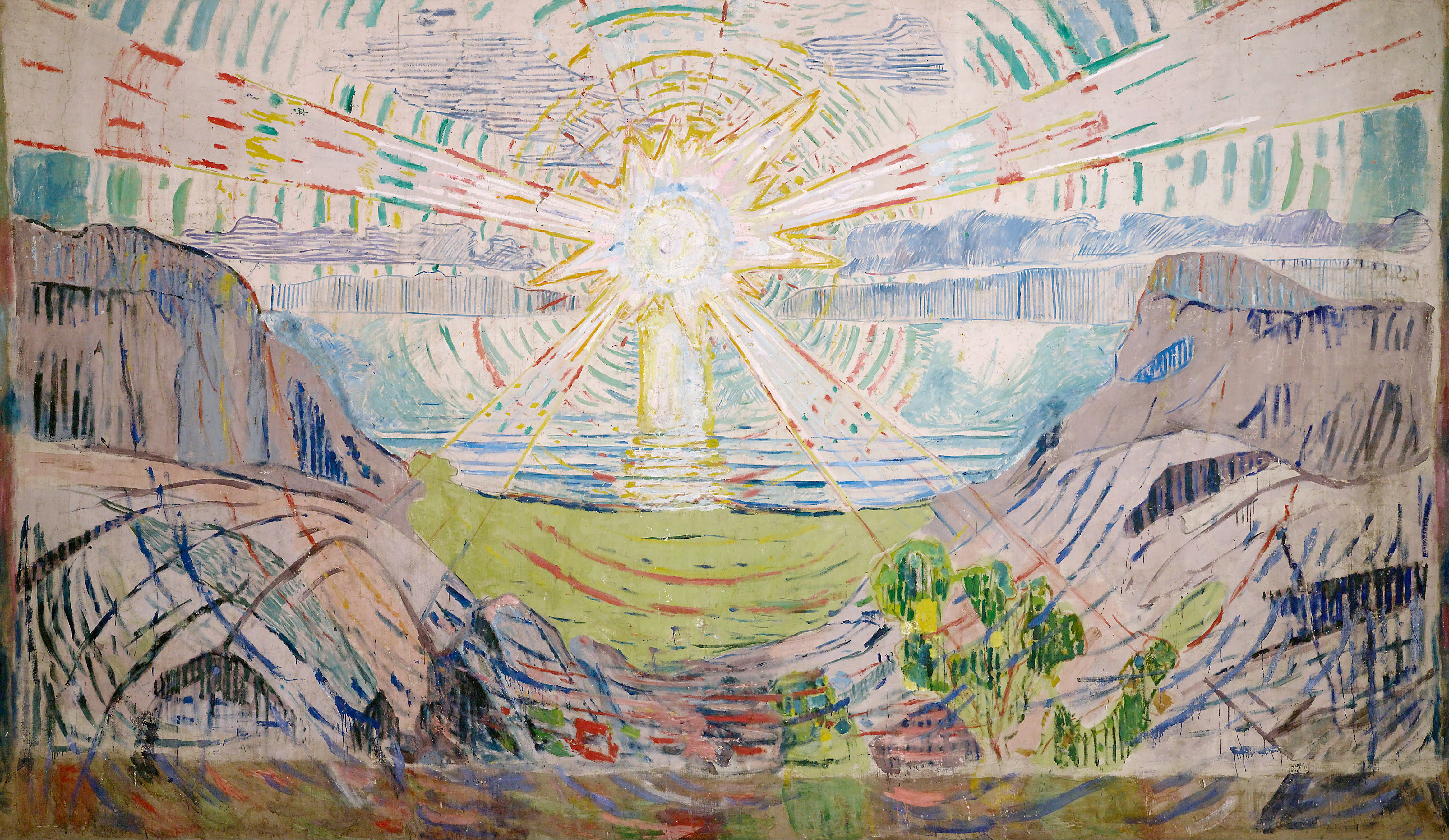
Il sole (1910/1911)
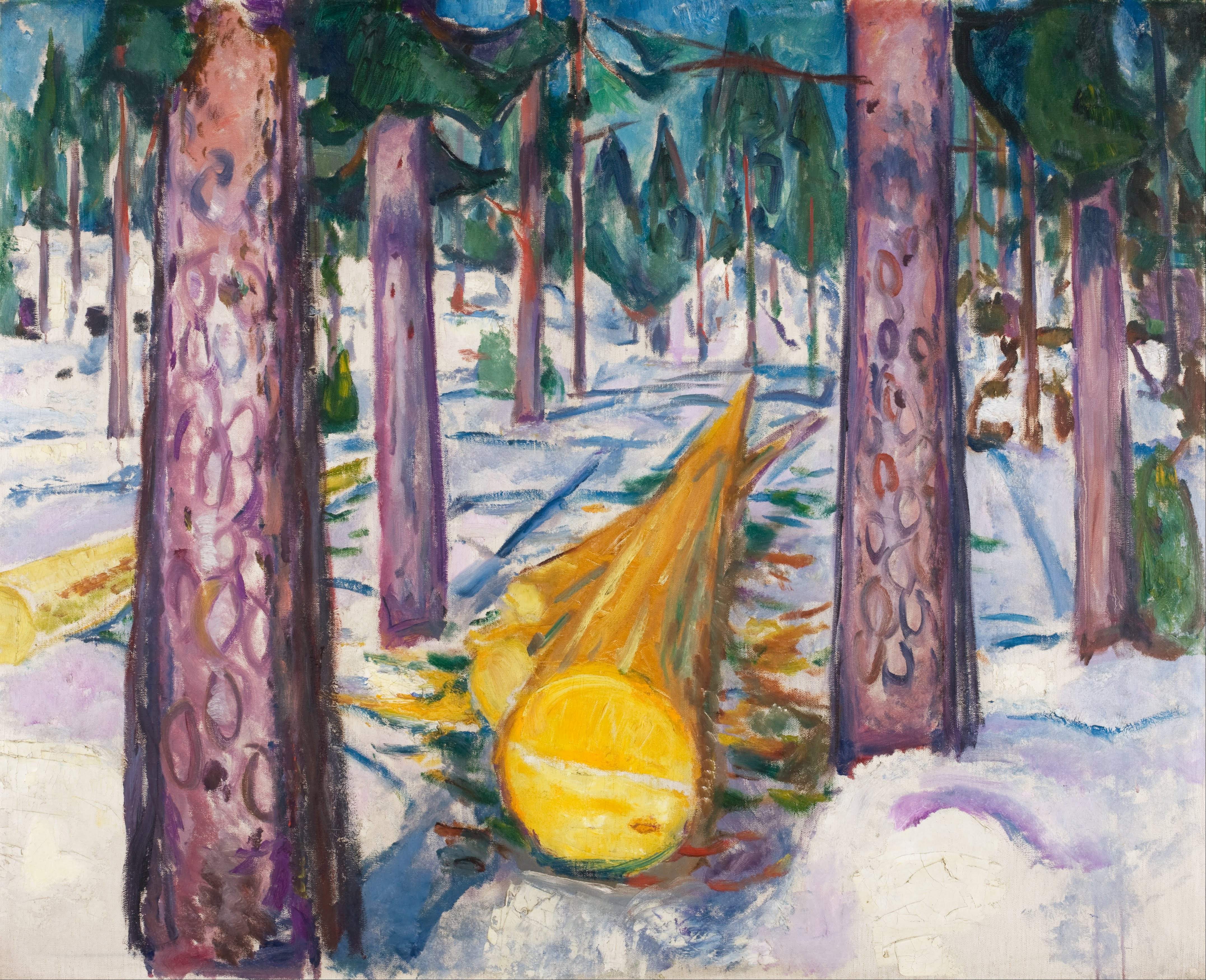
Il tronco giallo (1912)
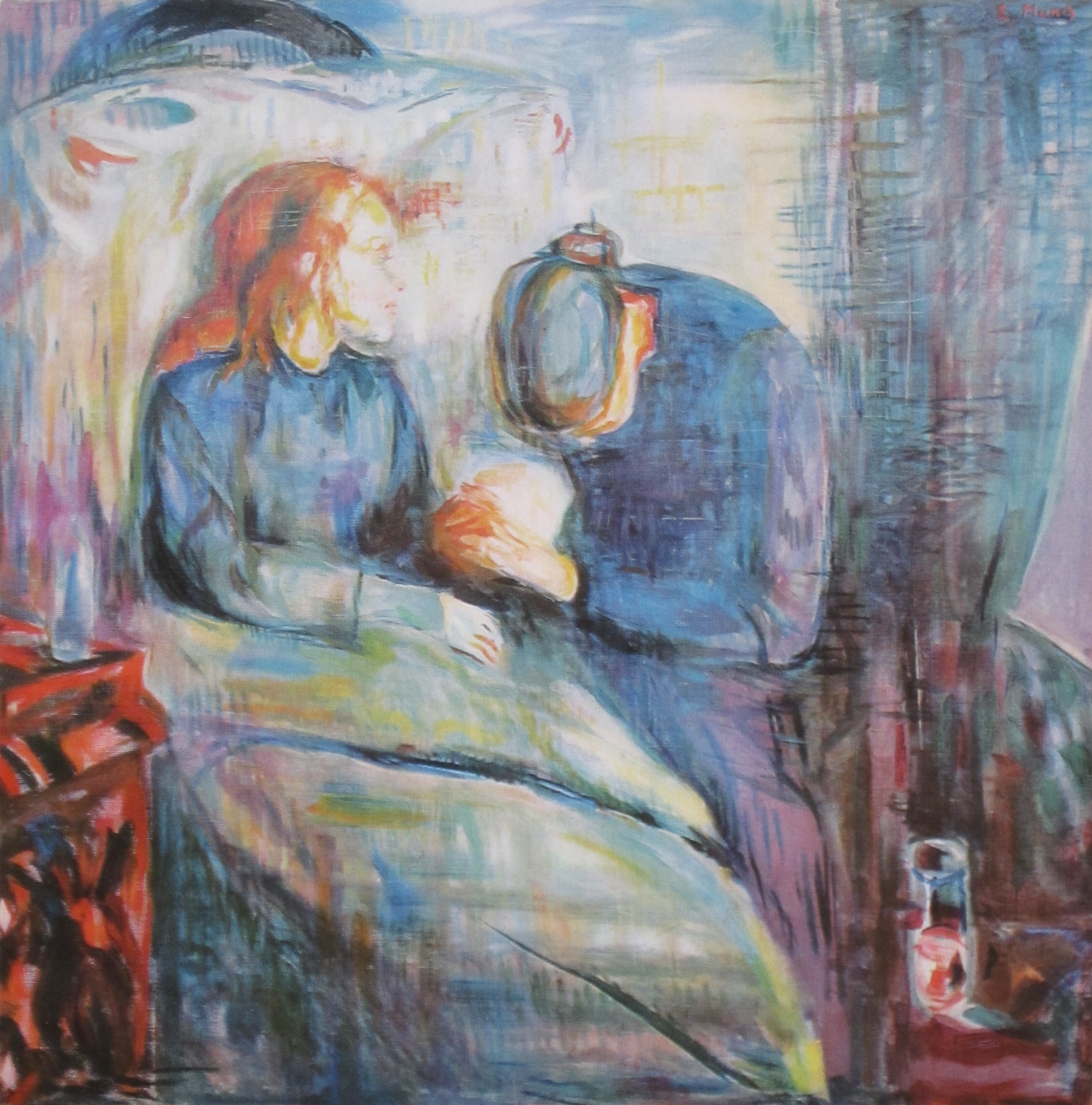
La fanciulla malata (ca. 1925)